# Santiago Urrutia Benavente
Santiago Urrutia Benavente (Parral, 8 de mayo de 1908-ibíd., 11 de septiembre de 1990), fue un jinete chileno de rodeo. Ha sido uno de los deportistas más notables de la historia del rodeo chileno, gran jinete, hecho demostrado en sus triunfos, tanto en el rodeo como en el movimiento de la rienda.
Hijo de Arturo Urrutia Benavente y Lastenia Benavente Domínguez, creció junto a su familia en su tierra natal, Parral. Desde muy pequeño mostró gran interés por los caballos y además una gran habilidad para montarlos.

## Los rodeos
Realizó el servicio militar en una unida de caballería del Ejército de Chile. El general Elías Yáñez, figura en esos años de la equitación nacional, designó a Urrutia, por sus dotes como jinete, como integrante de un equipo de acróbatas fantasistas del caballo. Este equipo fue el antecesor del Cuadro Verde de Carabineros de Chile.
Corrió por muchos años con Atiliano Urrutia, juntos cosecharon grandes éxitos en la zona central a partir de la década de 1940 hasta alcanzar en 1955 un máximo doble triunfo: el título de campeones de Melipilla montando a "Cachupín" y "Arrastrada" y en la Final de Chile a "Mentita" y "Marmota"; el único caso de una collera integrada por dos propias hermanas que logran el Campeonato de Chile.
En el Campeonato Nacional de Rodeo de 1966 Santiago Urrutia, con distintas colleras, alcanzó el 2º, 3º y 4º lugar. Fue la primera vez que un jinete alcanzara tan singular marca y se cree que será muy difícil que alguien logre algo parecido en los próximos campeonatos.
Entre sus muchos triunfos deportivos, figura un nuevo Campeonato Nacional de Rodeo en 1969; esta vez junto a Samuel Parot en "Barranco" y "Huachipato", en el movimiento a la rienda logró, además cuatro Campeonatos Nacionales consecutivos, los años 1970, 1971, 1972 y 1973 siempre con "Cachupín". Sin duda, que uno de sus mayores méritos radica precisamente en ser el único corralero que ostenta cuatro campeonatos nacionales en rienda y dos en rodeo.
Corrió caballos que fueron muy conocidos en su momento como "Barranco", "Cachupín", "Tula", "Huingan", "Cantinita", "Candileja", "Coihue", entre otros.
Y entre sus compañeros más importantes figuraron su pariente Servando "Chevano" Benavente, sus hijos; Gonzalo y Felipe Urrutia, Samuel Parot, Mario Casanello, Segua Tamayo, y su maestro y primo, y uno de los grandes arregladores antiguos del rodeo, Atiliano Urrutia, su compañero en 1955, campeones de Melipilla en "Cachupín" y "Arrastrada" y campeones de Chile en "Mentita" y "Marmota".
Por los huasos es conocido como "Don Chanca" y se caracterizó por la austeridad, sencillez y simpatía, con lo cual se ganó el cariño no solo de los parralinos, lo que significó que cuando salía de su tierra era recibido de la mejor manera. Fue un hombre muy sencillo, como un típico hombre de campo. Los rodeos de otras zonas eran publicitados con carteles donde se anunciaba la presencia del hombre en el evento corralero, y la gente muchas veces lo recibía con aplausos en la medialuna.

## Fallecimiento
Falleció el 11 de septiembre de 1990 y a sus funerales concurrieron muchos corraleros de distintas partes del país. Un grupo enorme de huasos a caballos siguió el paso del cortejo por las calles de Parral y muchos salían a las calles a despedir a un hombre muy querido en esa ciudad.

### Homenaje póstumo
En el año 2000 la Federación del Rodeo Chileno eligió a los mejores del siglo XX en donde figura Santiago Urrutia junto con destacados jinetes como Ramón Cardemil, Ricardo de la Fuente, Juan Segundo Zúñiga, Raúl Rey y José Manuel Aguirre. La medialuna de Parral en su honor lleva su nombre.

## Campeonatos nacionales
| Año  | Collera          | Caballos                  | Puntaje | Asociación |
| ---- | ---------------- | ------------------------- | ------- | ---------- |
| 1955 | Atiliano Urrutia | "Marmota" y "Mentita"     | 23      | Parral     |
| 1969 | Samuel Parot     | "Barranco" y "Huachipato" | 27      | Parral     |

### Segundos campeonatos
- 1966: junto con Samuel Parot, montando a "Candileja" y "Perniciosa" con 23 puntos.

### Terceros campeonatos
- 1966: junto con Samuel Parot, montando a "Huachipato" y "Campanario" con 23 puntos.